# Jaroslav Šmíd (atlet)
Jaroslav Šmíd (27. dubna 1934 Zdejcina – 26. července 2021 Uherské Hradiště) byl československý reprezentant a rekordman v lehké atletice, manžel Heleny Fibingerové.

## Atlet
Byl členem celé řady atletických oddílů: Sokol Beroun, Králův Dvůr, Vojenský dorost, PDA Prostějov, Baník Karlovy Vary, Dynamo (Slávia) Praha, Vítkovice.
Byl několikanásobným mistrem ČSSR ve vrhu koulí. Na mítinku Zlatá tretra v Ostravě 19. září 1968 zvítězil s výkonem 18.52 metrů a stal se tak tehdejším rekordmanem. ČSSR reprezentoval v 19 mezistátních utkáních, mj. i na Evropských halových hrách. Jeho nejlepšími výkony za celou kariéru bylo 18.82 v kouli a 50.98 v disku.

## Trenér
Ke konci své aktivní atletické kariéry se stal trenérem celé řady závodníků, včetně pozdějších reprezentantů. V Ostravě se stal dlouholetým trenérem dorostenky, nastupující reprezentantky Heleny Fibingerové. V květnu 1977 se s ní ve věku 43 let oženil. Jí tehdy bylo 27 let a pár měsíců poté se stala světovou rekordmankou ve vrhu koulí.

## Vězení
V listopadu 2009 v opilosti srazil svým autem cyklistu, který svému zranění podlehl. Šmíd byl odsouzen na 3,5 roku do vězení. Odseděl si s přestávkami půl roku, pak byl s ohledem na zdravotní stav propuštěn. Zbytek trestu mu byl amnestií prezidenta republiky odpuštěn.